# GNU IceCat
GNU IceCat（グヌー アイスキャット、旧称：GNU IceWeasel）は、GNUプロジェクトによって配布されている完全に自由ソフトウェアなウェブブラウザである。Mozilla Firefoxをベースとしており、Linux、Windows、Android、macOSと互換性がある。
IceCatは、かつてMozilla Application SuiteであったコードベースをGNUがリブランディングしたGNUzillaの一部としてリリースされている。GNUzillaはインターネットスイートとして、メールおよびニュースグループプログラム、HTMLコンポーザも含んでいる。
MozillaはFOSSを開発しているが、そのバイナリには商標付きのアートワークが含まれている。GNUプロジェクトは、FireFox ESR版（長期サポート版）の上流開発と同期を保ちながら、すべての商標付きアートワークと非自由なアドオンを削除することを試みている。また、自由ソフトウェアのプラグインの大規模なリストも維持している。さらに、Mozilla Firefoxには存在しないいくつかのセキュリティやプバイバシー機能も含まれている。

## 歴史

### 名称の由来
Mozilla CorporationはFirefoxという名称の商標を保有しており、特定のガイドラインに適合しない非公式ビルドに対して「Firefox」という名称の使用を認めていない。配布物がバイナリファイルとしてモジラによって提供されたものを使用し、明示されたガイドラインに従うか、特別な許可を受けていない限り、Firefoxのソースコードは公式のFirefoxブランドや関連するアートワークを含まないよう、ビルドする者が指定する同梱のフリーアートワークか代替アートワークを使用してコンパイル時にオプションを設定し、バイナリを生成する必要がある。
この方針は2004年から2005年にかけてDebianプロジェクト内での長期にわたる議論を引き起こした。この議論の中で、「Iceweasel」という名称がFirefoxのリブランド版を指す言葉として考案された。この文脈における最初の既知の使用例はナサナエル・ネロードによるものであり、エリック・ドーランドが提案した「Icerabbit」への返答であった。これは「Firefox」のパロディとして意図されたものである。その後、IceweaselはMozillaの商標ポリシーにおけるFirefoxのリブランド版の例として用いられ、Firefoxの仮想的なリブランド版の名称として最も広く使われるようになった。2005年1月1日までには、リブランドのことを「Iceweaselルート」と呼ぶようになっていた。
2005年8月、GNUzillaプロジェクトは非自由なプラグインへの言及を一切含まないFirefoxのリブランド配布版に「GNU IceWeasel」という名称を採用した。
「ice weasel」という語は、漫画家マット・グレイニングがフリードリヒ・ニーチェの言葉として架空に引用した一文にも登場していた。「愛とはツンドラを疾走するスノーモービルであり、それが突然転倒して君を下敷きにする。そして夜になると、アイスウィーゼル（氷のイタチ）がやって来る」。
当初、Debianは商標使用の許可を受けており、「Firefox」の名称を採用していた。しかし当時のFirefoxのアートワークには独自の著作権ライセンスが適用されており、これはDebianフリーソフトウェアガイドラインと互換性がなかったため、代替ロゴを使用し続けなければならなかった。2006年、Mozillaはブラウザに対する重大な変更がポリシーの範囲を逸脱していると判断し、DebianによるFirefox名称の使用許可を撤回した。これにより、DebianはIceweaselという名称を再び使用することとなった。
その後、2007年9月23日、GNU IceWeaselパッケージの開発者の1人が、次のリリースからIceWeaselの名称をGNU IceCatへ変更すると発表した。これはDebianが別個に保守しているFirefoxのリブランドとの混同を避けるためである。名称変更は予定通りに実施され、現在の名称はIceCatである。
IceCatは2008年のGoogle Summer of Codeの期間中にFirefox 3のコードベースへ移植された。

### リリース
- 2006年9月、最初のリリースとなるGNU IceWeasel バージョン 1.5.0.4-g1を公開した[16]。
- 2008年1月、GNU IceCat バージョン 2.0.0.11-g1を公開した[17]。
- 2008年7月、Firefox 3のソースコードを基にしたGNU IceCat バージョン 3.0-g1を公開した[18]。
- 2011年4月、Firefox 4.0のソースコードを基にしたGNU IceCat バージョン 4.0を公開した[19]。
- 2011年6月、Firefox 5.0のソースコードを基にしたGNU IceCatバージョン 5.0を公開した[20]。
- 2011年8月、Firefox 6.0のソースコードを基にしたGNU IceCatバージョン 6.0を公開した[21]。

## 配布
GNU IceCatはGNUプロジェクトからソースコードとして自由にダウンロード可能である。
いくつかのLinuxディストリビューションは、リポジトリを通じてバイナリおよびソースパッケージとして提供しており、その中にはTrisquel GNU/Linux、Parabola GNU/Linux-libreおよびFedoraなどがある。
2024年時点で、GNU IceCatはWindows、macOSおよびGNU/Linux向けに配布されている。
GNU IceCatはmacOS 10.14以降に対応している。

## 追加のセキュリティおよびプライバシー機能
IceCatには、サードパーティのゼロバイトの画像ファイル（いわゆるサードパーティクッキーをもたらすウェブビーコン）をブロックするオプションなど、追加のセキュリティ機能が含まれている。この機能はFirefox 1.0、1.5、3.0には存在するが、2.0ではUIオプションが存在しなかった。GNU IceCatはまた、URLリダイレクトに関する警告も提供する。
バージョン3.0.2-g1では、認証局であるCAcert.orgの証明書が信頼されたルート証明書のリストに追加された。この決定については、savannah-hackers-publicメーリングリストで議論が行われた。
GNU LibreJS拡張機能は、プロプライエタリソフトウェアかつ些細でないJavaScriptを検出してブロックする。
IceCatには、about:configにおいてドメインごとに異なるユーザーエージェント文字列を設定する機能もある。たとえば、特定のDNSドメインに対してモバイルのユーザーエージェント文字列を設定することで、デスクトップOS上でもウェブサイトのモバイル版を表示可能になる。

## ライセンス
Gnuzillaは、Mozillaがソースコードに使用していたMPL/GPL/LGPLのトライライセンスの下で利用可能である。Mozillaとは異なり、IceCatのデフォルトアイコンも同じトライライセンスの下にある。